# Corinne Raux
Pour les articles homonymes, voir Raux.
Corinne Raux, née le 16 août 1976 à Combourg, est une duathlète française championne du monde de duathlon en 2002. Elle pratique également avec succès le marathon.

## Biographie

### Jeunesse
Corinne Raux commence le sport dans le milieu scolaire et se licencie dans sa jeunesse dans un club d'athlétisme. Elle remporte quelques succès, mais privilégie son cursus scolaire et obtient un baccalauréat en série scientifique. Elle poursuit ses études et obtient un diplôme d’état de kinésithérapeute en 1998. Vivant en Savoie, elle pratique naturellement la course en montagne, le VTT mais également le duathlon où elle connait de beaux succès.

### Carrière en duathlon
Après avoir repris des activités sportives suspendues par son parcours étudiant, elle commence à pratiquer le duathlon en 2000 et intègre rapidement l’équipe de France. 
En 2002, elle remporte les championnats du monde de duathlon aux États-Unis. Il s'agit de sa seule victoire sur une compétition mondiale. Elle délaisse cette pratique au profit de la course à pied qui reste sa principale spécialité.

### Carrière en athlétisme
À partir de 2003, Corinne Raux fait le choix de se consacrer uniquement à la course sur route. 
En 2004 lors du marathon de Paris qui est sa deuxième compétition sur cette distance, Corinne Raux réalise une performance hors du commun en prenant place sur le podium et en réalisant des minimas qui lui permettent de gagner la troisième place qualificative pour les Jeux olympiques d'été de 2004 à Athènes. Elle établit également la troisième meilleure performance française sur la distance en 2 h 29 min 19 s après Chantal Dallenbach et Maria Rebelo. Elle participe aux Jeux d'Athènes et représente la France avec Rakkia Quétier-Maraoui et Hafida Gadi. Dans une épreuve où une forte chaleur durcit les conditions de course, elle prend la 15e place avec un temps de 2 h 34 min 54 s.
En 2005, elle prend la 5e place du marathon de Paris avec un temps de 2 h 28 min 47 s, à 20 secondes du record de France détenu par Chantal Dallenbach. Elle améliore à cette occasion son record personnel de près de 30 secondes. Comme en 2003, elle remporte également le marathon de la Baie du mont Saint-Michel en 2005. La course servant de support aux championnats de France, elle ajoute ce titre à son palmarès.

### Reconversion
Masseuse et kinésithérapeute de formation, Corinne Raux, après de nombreuses compétitions et quelques blessures, arrête la pratique de la course à pied de haut niveau. Elle reprend la pratique de son métier, qu'elle avait mis entre parenthèses pendant sa période compétitive et s'attache désormais à la préparation physique et mentale d'athlètes. Elle partage son savoir et son expérience au travers de son cabinet personnel.

## Palmarès et records

### Palmarès en duathlon
Le tableau présente les résultats les plus significatifs (podium) obtenus sur le circuit national et international de duathlon.
| Année | Compétition                       | Pays       | Position           | Temps           |
| ----- | --------------------------------- | ---------- | ------------------ | --------------- |
| 2003  | Championnat de France de duathlon | France     | Médaille de bronze | Timing          |
| 2002  | Championnats du monde de duathlon | États-Unis | Médaille d'or      | 1 h 57 min 36 s |
| 2002  | Championnat de France de duathlon | France     | Médaille d'argent  | Timing          |
| 2001  | Championnat de France de duathlon | France     | Médaille d'argent  | Timing          |

### Palmarès en athlétisme
- 2002
  - Championne de France de course en montagne[10]
- 2003
  -  Vainqueur du marathon de la Baie du mont Saint-Michel
  - Championne de France de semi-marathon
- 2004
  - 3e du marathon de Paris
  - 14e du marathon des Jeux olympiques d'été de 2004
- 2005
  -  Vainqueur du marathon de la Baie du mont Saint-Michel
  -  Vainqueur de la Corrida de Langueux
  - 5e du marathon de Paris

### Records personnels
| Épreuve       | Performance     | Lieu     | Date          |
| ------------- | --------------- | -------- | ------------- |
| Semi-marathon | 1 h 11 min 39 s | Chassieu | 18 mai 2003   |
| Marathon      | 2 h 28 min 48 s | Paris    | 10 avril 2005 |